# Lago di Çöl
Il Lago di Çöl (in turco: Çöl Gölü, letteralmente "lago del deserto") è un lago endoreico di acqua dura della Turchia.

## Geografia
Il lago si trova negli ilçeler (distretti) di Haymana e Bala della provincia di Ankara. La distanza a volo d'uccello da Ankara è di circa 60 chilometri e la sua altitudine rispetto al livello del mare è di circa 1.045 metri. Esso si trova in un bacino chiuso ed è alimentato da alcuni piccoli torrenti. Il lago di Çöl è poco profondo e la sua superficie è variabile. Durante le stagioni piovose la sua superficie è di circa 15 chilometri quadrati.

## Fauna
Il lago è la casa o l'area di riproduzione di molti uccelli. Il Fratino eurasiatico, la calandrina, il grillaio, le gru, la sterna zampenere e la grande otarda sono tra gli uccelli comuni nel lago. Secondo le statistiche precedenti il 1990, il numero di uccelli del lago supera i 76.000. Si è ipotizzato che la stazione di trasmissione a onde corte della Radio Televisione Turca situata a nord del lago possa aver ridotto questo numero. Il Thymelicus sylvestris è una farfalla comune attorno all'area del lago.

## Economia dell'area
L'area intorno al lago è salmastra e quindi non coltivabile. A nord del lago ci sono terreni agricoli: i prodotti principali sono i cereali. Il bestiame comune nelle pianure intorno al lago è quello bovino e nelle colline quello ovino.